# Канада (філософ)
Канада, відомий також під іменами Улука, Каш'япа, Кананда, Кананабук — стародавній індійський філософ, засновник філософської школи Вайшешика, автор трактату Вайшешика-сутра, або Канада-сутра, автор вчення про ану (атоми), одий із перших атомістів.
Канада жив у III ст. до н. е.  Він вів аскетичний спосіб життя і харчувався зерном. Джайністи називають його Улукою (буквально «сова») або Сад-Улук (Улука шести категорій). Назва «вайшешика» походить від санскритського слова «вишеш», що в перекладі означає: «особливість», «відмінність», «одиничне», «частина», «первинна субстанція».
Канада стверджує існування душі. Крім індивідуальної, є єдина верховна душа, обидві душі незнищенні. Душа – субстанція свідомості. Душі зберігаються і під час всесвітньої катастрофи. Після нещасть і страждань, багато разів випробуваних душами в світі, божество передбачає звільнення всіх істот від страждань на деякий час – після руйнування світу. Але потім цикл повторюється, і душі знову зазнають страждання в новоствореному світі.
Хрістіан Лассен вважає його вчення найпізнішим із всіх шести «правовірних» індійських філософських шкіл. 
Збереглася інформація, що Канада носив також ім'я Каш'япа, що вказує на його походження із знаменитого брахманського роду цього імені. Ім'я Kanada (інакше Kanabhuj або Kanabbaksha) значить пожирач атомів і є прізвиськом, що характеризує його систему.